# Атака (партия)
Вижте пояснителната страница за други значения на Атака.
„Атàка“ е националистическа политическа партия в България, която използва популистки послания, за да спечели симпатии от избирателите. Според някои мнения „Атака“ е крайнодясна партия, според други – крайнолява. Заема проруски позиции. След първоначалния подем и набиране на популярност в обществото,  партията постепенно се маргинализира и престава да бъде фактор в политическия живот на страната.
От създаването си през 2005 до есента на 2009 г. партията е подкрепяна от телевизия СКАТ и собственика ѝ Валери Симеонов. Партията заимства името си от политическото обзорно предаване „Атака“, което съществува по това време по телевизия СКАТ с автор и водещ тогава журналиста Волен Сидеров. Партията не е парламентарно представена, издава партиен вестник („Атака“) и притежава своя телевизия – „ТВ Алфа“. 

## История
Партия „Атака“ е създадена на 17 април 2005 г. в София, официално регистрирана в Софийския градски съд през юли 2005 г. На учредителния сбор на партията участват над 500 делегати. За председател на партия „Атака“ е избран Волен Сидеров. Още в първите месеци след създаването си „Атака“ събира голям брой симпатизанти и членове на партията. На парламентарните избори през 2005 г. партия „Атака“ участва като Коалиция Атака заедно с няколко партии и други организации, поради отказа на съда да я регистрира, за да участва самостоятелно на изборите.

### Позиции и критики
Партия „Атака“ политически е ориентирана към национализма. Малко след създаването си през април 2005 г. партия „Атака“ представя своята политическа програма с изготвянето на своите т.нар. „20 принципа“ и „Програмна схема“.
„Атака“ се определя като антипод на (по мнение на нейните водачи) етническата, турска, антиконституционна и сепаратистка организация Движение за права и свободи (ДПС), въпреки че в същото време според изказване на лидера ѝ осигурява „мълчалива подкрепа“ за коалиционното правителство на БСП и ДПС (2005 – 2009 година).
Там могат да се намерят доста предложения за радикални промени в конституцията на Република България като институционализиране на Българската православна църква и признаване на Православието като официална религия в България.
Друго искане е за връщане на смъртното наказание за тежки криминални престъпления, поради факта на зачестилите жестоки убийства, голяма част от които извършени от т. нар. „цигански бандити и мародери“ в България през последните няколко години.
Иска се също пълен военен неутралитет на страната, неучастие в никакви военни блокове и излизане от НАТО.
Една от точките в програмата на „Атака“ изисква правна формула за понятието „национален предател“, както и строги санкции за хули и поругавания на български национални светини.
„Атака“ иска също спиране на незаконните според тях новини на турски език по БНТ (която се издържа от държавния бюджет). Волен Сидеров обяснява това искане с факта, че в Конституцията на България единственият официален език е българският.
Чрез новата си политическа програма, обявена в началото на 2012 г. и наречена „Планът Сидеров“, ПП „Атака“ твърди, че при връщането в български ръце на златодобива и добива на ценни метали изобщо, електроразпределителните предприятия, мобилните телекомуникационни компании и банките, минималната пенсия в страната веднага е възможно да стане 500 лв., а минималната работна заплата е възможно да стане 1000 лв. Външнополитическата позиция на АТАКА е проруска и антиамериканска и антинатовска.

#### Енергетика

##### Затворени блокове на АЕЦ „Козлодуй“
По отношение на Евроинтеграцията на страната, „Атака“ е за преразглеждане на някои от главите от договора за членството на България в ЕС, като затварянето на АЕЦ Козлодуй, и предоговоряне на неизгодните условия за България. Според лидерите на партията, подписалите договора за влизането на България в Европейския съюз са „национални предатели“ именно поради зле договорените параметри за членство.
Позицията на „Атака“ за затварянето на АЕЦ Козлодуй е, че това е направено не по европейско искане, а за пари от „шепа безотговорни политикани и … национални предатели“. Поименно се сочат Иван Костов, Симеон Сакскобургготски, Сергей Станишев, Румен Овчаров, Меглена Кунева, комисарят Ферхойген.
Чрез свое запитване, ПП „Атака“ отправя на 2 пъти питане до Европейската комисия, има ли тя решение за затваряне на АЕЦ. Отговорът е: няма такова решение.
Посланията на „Атака“ породиха смут в медийното пространство, като нейното място в политическия спектър беше определяно от крайно ляво до крайно дясно.

##### АЕЦ „Белене“
През 2012 „Атака“, също както и БСП, иска референдум за строеж на АЕЦ „Белене“  (такъв референдум е проведен по-късно 27 януари 2013).

## Политически партии, произлезли от Атака
- Свобода (2007 –)
- Нова сила (2009 –)
- За хората от народа (2010 – 2017)
- Национален фронт за спасение на България (НФСБ) (2011 –)
- Национал-демократична партия (НДП) (2012 –)
- Нация (2021 –)

## Парламентарна дейност
В XL народно събрание към 15 май 2007 г. парламентарната група на „Атака“ е внесла над 25 законопроекта, проекторешения, декларации и др., от които нито един не е приет. През този период „Атака“ често е определяна като крайната опозиция в парламента, която рязко се противопоставя на управляващата коалиция БСП-НДСВ-ДПС.
През месец март 2006 г. ПГ на „Атака“ внася в парламента за обсъждане широко дискутирания „Законопроект за национализация“ на най-големите приватизирани предприятия в България след месец май 1992 г., като електроразпределителните дружества, киноцентъра „Бояна“, БТК и др. Мотивът на „Атака“ е, че тези предприятия са били приватизирани на твърде занижени цени и чрез непрозрачни сделки, като така по думите на Сидеров се ощетява българската държава. Идеята на „Атака“ включва връщането на най-големите ни предприятия в ръцете на държавата, и повторното разпродаване на някои от тях на действителните им цени. Това поражда доста отрицателни реакции в парламента и медийното пространство, като някои анализатори квалифицираха самия законопроект като „връщане към комунизма“. В крайна сметка с мнозинството на всички парламентарни групи (без „Атака“) Народното събрание отхвърля законопроекта.
След множество скандали парламентарната група на „Атака“ към юни 2006 г. се състои само от 13 депутати.
През 2006 г. става ясно, че според Сметната палата част от субсидиите, които е ползвала партия „Атака“ през 2005 г., са преведени неправомерно от министъра на финансите, в нарушение на собствената му наредба. По закон, получател е коалиция „Атака“ – тя е участвала на изборите, а след като Петър Манолов от Българска национална патриотична партия я напуска, известно време формално тази коалиция не е имала народни представители. Уточнява се, че след регистрацията си, партията е можела да получи субсидии, но е трябвало да ги поиска по установен ред и не е правомерно парите за коалицията да се привеждат на партията. Впоследствие, след покана от финансовия министър, на 30 август 2006 г. Сидеров връща средствата в размер на 95 326 лв., които са му преведени над тези, които според направените след това разчети на Сметната палата са се полагали на партия „Атака“.

### Осигуряване на кворум и обвинения от страна на ГЕРБ за мълчалива подкрепа за БСП
Веднага след изборите на 12 май 2013 г. Волен Сидеров декларира ясно, че няма да подкрепи нито правителство на БСП и ДПС, нито правителство на ГЕРБ, а „Атака“ ще бъде наблюдател и коректив, като ще гласува само тези решения на бъдещото правителство, които са в интерес на България и на нейните граждани.
При гласуването на предложение за правителство на БСП в партньорство с ДПС на 29 май 2013 г., въпреки индикациите от предходната седмица, че няма да участват в гласуването в НС, което при неучастие и на ГЕРБ не би дало необходимият кворум за съставяне на правителство, „Атака“ не се регистрират и така заседанието, на което правителство с министър-председател Орешарски е възможно да бъде гласувано, започва.
Освен че осигурява кворум при гласуването за правителство на БСП, „Атака“ не гласува с „не“, въпреки че гласовете на десните в парламента са с 1 повече. Правителството на Орешарски е прието от парламента. Волен Сидеров заявява, че осигурява мълчалива подкрепа на правителството на БСП, която по-късно може да оттегли. 

## „Атака“ в Европейския парламент
Партия „Атака“ е първоначално представена в Европейския парламент от Димитър Стоянов, който е депутат в ЕП; Димитър Стоянов е внук на известния български писател Радой Ралин и син на съпругата на Сидеров Капка Георгиева. По-късно той става независим член в ЕП. Там той на няколко пъти влезе в словесни пререкания с холандската евродепутатка Елс де Хрун, която по думите на Стоянов изопачава идеите и действията на „Атака“ и представя исканията за равни права и задължения като расизъм. Въпреки всичко, Де Хрун отново обвини „Атака“ в подбуждане на „омраза към малцинствата в България“ и подкрепа на националсоциализма.
В електронно писмо до всички евродепутати Димитър Стоянов нападна Ливия Ярока като намекна, че 32-годишната депутатка е твърде възрастна, за да членува в младежки организации. Българинът също писа, че докато пълничката Ярока присъства на церемонии и награждавания, в България много по-хубави от нея цигански момичета се продават като стока, а европейските среди мълчат по въпроса. Тази критика бе определена от Де Хрун като расистка, а „Атака“ – като ксенофобска, отричаща Холокоста, антиеврейска, антитурска и антициганска.

## Участия в избори
| година | избори                | гласове | %      | резултат                              |
| ------ | --------------------- | ------- | ------ | ------------------------------------- |
| 2005   | Народно събрание      | 296 848 | 8,14   | 21 / 240                              |
| 2006   | Президент – първи тур | 597 175 | 21,486 | Волен Сидеров отива на балотаж        |
| 2006   | Президент – втори тур | 649 387 | 24,052 | Волен Сидеров губи от Георги Първанов |
| 2007   | Европейски парламент  | 275 237 | 14,2   | 3 / 18                                |
| 2009   | Европейски парламент  | 308 052 | 11,96  | 2 / 17                                |
| 2009   | Народно събрание      | 395 656 | 9,36   | 21 / 240                              |
| 2011   | Президент             | 122 466 | 3,64   | Четвърто място на първия тур          |
| 2013   | Народно събрание      | 258 481 | 7,4    | 23 / 240                              |
| 2014   | Европейски парламент  | 66 210  | 2,957  | 0 / 17                                |
| 2014   | Народно събрание      | 148 262 | 4,5    | 11 / 240                              |
| 2016   | Президент             | 573 016 | 14,97  | Трето място на първия тур             |
| 2017*  | Народно събрание      | 318 513 | 9,07   | 8 / 240                               |
| 2019   | Европейски парламент  | 20 906  | 1,07   | 0 / 17                                |
| 2021   | Народно събрание      | 15 659  | 0,48   | 0 / 240                               |
| 2021   | Народно събрание      | 12 585  | 0,45   | 0 / 240                               |
| 2021   | Народно събрание      | 12 153  | 0,46   | 0 / 240                               |
| 2022   | Народно събрание      | 7593    | 0,29   | 0 / 240                               |
| 2023   | Народно събрание      | 10 505  | 0,40   | 0 / 240                               |
| 2024   | Народно събрание      | 3990    | 0,16   | 0 / 240                               |

- На изборите през 2017 г. участва като част от коалиция „Обединени патриоти“, а от „Атака“ са избрани 8 депутати.

### Парламентарни избори 2005
На парламентарни избори 2005 коалицията печели 296 848 гласа, или 8,93 % от всички гласове и 21 места в парламента.

### Президентски избори през 2006 година
Сидеров се регистрира за кандидат-президент на България за изборите на 22 октомври 2006 г. с кандидат-вицепрезидент Павел Шопов. На първия тур се класира втори в надпреварата с 21,5 % (597 175 гласа). Гласовете спрямо парламентарните избори са нараснали над 2 пъти. На втори тур Сидеров губи с 24,05 % (649 387 гласа) от кандидатиралия се за втори мандат президент Георги Първанов, подкрепян от управляващата коалиция на левицата, ДПС и НДСВ.

### Избори за Европейски парламент през 2007 година
„Атака“ излиза със самостоятелна листа на изборите за български представители в Европейския парламент, на 20 май 2007 г. При избирателна активност от 24,5 на сто (по данни на Галъп), „Атака“ събира 14,20% от гласовете.  Това я нарежда на четвърто място след БСП, ГЕРБ и ДПС. В ЕП влизат трима евродепутати от „Атака“. На първо място е депутатът от XL народно събрание и дотогавашен евронаблюдател (от 1 януари 2007) Димитър Стоянов. На второ място е бизнесменът Слави Бинев, а на трето – Десислав Чуколов.

### Избори за Европейски парламент през 2009 година
На вторите за България избори за български представители в Европейския парламент при избирателна активност от 37,5% „Атака“ получава 11,96%, което и осигурява 2 места сред 17-те евродепутати на страната в лицето на Димитър Стоянов и Слави Бинев. Партията печели изборите в Бургаска област.

### Парламентарни избори през 2009 година
| Резултати от парламентарните избори в България на 5 юли 2009 година                                                                                  | Резултати от парламентарните избори в България на 5 юли 2009 година | Резултати от парламентарните избори в България на 5 юли 2009 година | Резултати от парламентарните избори в България на 5 юли 2009 година | Резултати от парламентарните избори в България на 5 юли 2009 година | Резултати от парламентарните избори в България на 5 юли 2009 година | Резултати от парламентарните избори в България на 5 юли 2009 година | Резултати от парламентарните избори в България на 5 юли 2009 година | Резултати от парламентарните избори в България на 5 юли 2009 година | Резултати от парламентарните избори в България на 5 юли 2009 година |
| № | Кандидатска листа                                                   | Гласове (за пропорционални мандати)                                 | Гласове (за пропорционални мандати)                                 | Дял от гласовете (за пропорционални мандати)                        | Дял от гласовете (за пропорционални мандати)                        | Пропорционални мандати                                              | Мажоритарни мандати                                                 | Общо мандати                                                        | Общо мандати                                                        |
| № | Кандидатска листа                                                   | брой                                                                | +/−                                                                 | %                                                                   | +/−                                                                 | Пропорционални мандати                                              | Мажоритарни мандати                                                 | брой                                                                | +/−                                                                 |
| --- | ------------------------------------------------------------------- | ------------------------------------------------------------------- | ------------------------------------------------------------------- | ------------------------------------------------------------------- | ------------------------------------------------------------------- | ------------------------------------------------------------------- | ------------------------------------------------------------------- | ------------------------------------------------------------------- | ------------------------------------------------------------------- |
| 1 | Ред, законност и справедливост                                      | 174 582                                                             | —                                                                   | 4,13                                                                | —                                                                   | 10                                                                  | 0                                                                   | 10                                                                  | —                                                                   |
| 2 | ЛИДЕР                                                               | 137 795                                                             | —                                                                   | 3,26                                                                | —                                                                   | 0                                                                   | 0                                                                   | 0                                                                   | —                                                                   |
| 3 | ГЕРБ                                                                | 1 678 641                                                           | —                                                                   | 39,72                                                               | —                                                                   | 91                                                                  | 26                                                                  | 117                                                                 | —                                                                   |
| 4 | Движение за права и свободи                                         | 610 521                                                             | +143 121                                                            | 14,45                                                               | +1,64                                                               | 32                                                                  | 5                                                                   | 37                                                                  | +3                                                                  |
| 5 | Атака                                                               | 395 733                                                             | +98 885                                                             | 9,36                                                                | +1,22                                                               | 21                                                                  | 0                                                                   | 21                                                                  | 0                                                                   |
| 6 | Коалиция за България                                                | 748 147                                                             | −381049                                                             | 17,70                                                               | −13,25                                                              | 40                                                                  | 0                                                                   | 40                                                                  | −42                                                                 |
| 7 | Съюз на патриотичните сили „Защита“                                 | 6 368                                                               | —                                                                   | 0,15                                                                | —                                                                   | 0                                                                   | 0                                                                   | 0                                                                   | —                                                                   |
| 8 | НДСВ                                                                | 127 470                                                             | −597 844                                                            | 3,02                                                                | −16,86                                                              | 0                                                                   | 0                                                                   | 0                                                                   | −53                                                                 |
| 9 | Коалиция БЗНС                                                       | —                                                                   | —                                                                   | —                                                                   | —                                                                   | —                                                                   | —                                                                   | —                                                                   | —                                                                   |
| 10 | Българска лява коалиция                                             | 8 762                                                               | —                                                                   | 0,21                                                                | —                                                                   | 0                                                                   | 0                                                                   | 0                                                                   | —                                                                   |
| 11 | Партия на либералната алтернатива и мира                            | 2 828                                                               | —                                                                   | 0,07                                                                | —                                                                   | 0                                                                   | —                                                                   | 0                                                                   | —                                                                   |
| 12 | Зелените                                                            | 21 841                                                              | —                                                                   | 0,52                                                                | —                                                                   | 0                                                                   | 0                                                                   | 0                                                                   | —                                                                   |
| 13 | Политическо движение „Социалдемократи“                              | 5 004                                                               | —                                                                   | 0,12                                                                | —                                                                   | 0                                                                   | —                                                                   | 0                                                                   | —                                                                   |
| 14 | ВМРО – БНД                                                          | —                                                                   | —                                                                   | —                                                                   | —                                                                   | —                                                                   | —                                                                   | —                                                                   | —                                                                   |
| 15 | Другата България                                                    | 3 455                                                               | —                                                                   | 0,08                                                                | —                                                                   | 0                                                                   | —                                                                   | 0                                                                   | —                                                                   |
| 16 | Обединение на българските патриоти                                  | 2 175                                                               | —                                                                   | 0,05                                                                | —                                                                   | 0                                                                   | 0                                                                   | 0                                                                   | —                                                                   |
| 17 | Национално движение за спасение на Отечеството                      | 1 874                                                               | —                                                                   | 0,04                                                                | —                                                                   | 0                                                                   | 0                                                                   | 0                                                                   | —                                                                   |
| 18 | Български национален съюз – НД                                      | 3 813                                                               | —                                                                   | 0,09                                                                | —                                                                   | 0                                                                   | 0                                                                   | 0                                                                   | —                                                                   |
| 19 | Синята коалиция                                                     | 285 662                                                             | —                                                                   | 6,76                                                                | —                                                                   | 15                                                                  | 0                                                                   | 15                                                                  | —                                                                   |
| 20 | За Родината ДГИ – НЛ                                                | 11 524                                                              | —                                                                   | 0,27                                                                | —                                                                   | 0                                                                   | —                                                                   | 0                                                                   | —                                                                   |
| 21 | Валентин Милтенов                                                   | —                                                                   | —                                                                   | —                                                                   | —                                                                   | —                                                                   | 0                                                                   | 0                                                                   | —                                                                   |
| ОБЩО: | ОБЩО:                                                               | 4 226 195                                                           | —                                                                   | 100,00                                                              | —                                                                   | 209                                                                 | 31                                                                  | 240                                                                 | —                                                                   |
| \| \| \| \| \| получава мандати \| \| 0 \| не получава мандати \| \| — \| не участва \| \| +/− \| разлика спрямо предходните парламентарни избори \| |                                                                     |                                                                     |                                                                     |                                                                     |                                                                     |                                                                     |                                                                     |                                                                     |                                                                     |
| |                                                                     |                                                                     |                                                                     |                                                                     |                                                                     |                                                                     |                                                                     |                                                                     |                                                                     |
| | получава мандати                                                    |                                                                     |                                                                     |                                                                     |                                                                     |                                                                     |                                                                     |                                                                     |                                                                     |
| 0 | не получава мандати                                                 |                                                                     |                                                                     |                                                                     |                                                                     |                                                                     |                                                                     |                                                                     |                                                                     |
| — | не участва                                                          |                                                                     |                                                                     |                                                                     |                                                                     |                                                                     |                                                                     |                                                                     |                                                                     |
| +/− | разлика спрямо предходните парламентарни избори                     |                                                                     |                                                                     |                                                                     |                                                                     |                                                                     |                                                                     |                                                                     |                                                                     |

В началото на 2009 г. парламентарната и група намалява до 11 депутати, но излиза на изборите с рейтинг от 7 – 11% според социологическите проучвания, представяйки програма за управление с акценти върху социалната справедливост и националната независимост под надслов „Подкрепи „Атака“, спаси България!“. Листите на партията привличат близо 100 000 гласа повече, отколкото през 2005, но „Атака“ отново получава 21 мандата в XLI народно събрание, след като 31 депутатски места от общо 240 се разпределят по мажоритарна система. Като мажоритарен кандидат от Бургас 2 председателят на партията Волен Сидеров остава на второ място с 22,16% от гласовете.

### Президентски избори през 2016 година
На 28 юли 2016 г. инициативен комитет на патриотични организации издига Красимир Каракачанов от ВМРО-БНД за кандидат за президент, а за негов вицепрезидент е предложен Явор Нотев от „Атака“. Двойката получава подкрепата на Патриотичния фронт и „Атака“. На 30 септември 2016 г. те се регистрират в ЦИК като „Обединени патриоти – НФСБ, Атака и ВМРО“. Получават 14,97% на изборите или подкрепата на 573 016 български граждани, което им отрежда трето място. На балотажа патриотите не дават подкрепата си нито за Румен Радев, нито за Цецка Цачева.

## Ръководство
Върховният ръководен орган на Политическа партия „Атака“ е Централния сбор:
- Председател – Волен Сидеров
- Заместник-председател – Павел Шопов
- Заместник-председател – Станислав Станилов
- Член – Деница Гаджева
- Член – Магдалена Ташева
- Член – Явор Нотев

## Скандали
Заради начина на представяне по медиите на поведението на партията и нейния лидер Волен Сидеров, партията губи подкрепа в Народното събрание, нейни бивши привърженици и гласоподаватели са разочаровани. Минувачи разпитват Сидеров в центъра на столицата по време на протестите срещу кабинета Орешарски , стига се и до сблъсъци на 17 юни 2013 г. Смята се, че Волен Сидеров прибягва до наемни слушатели на речите му пред централата на партията.